# Коронация

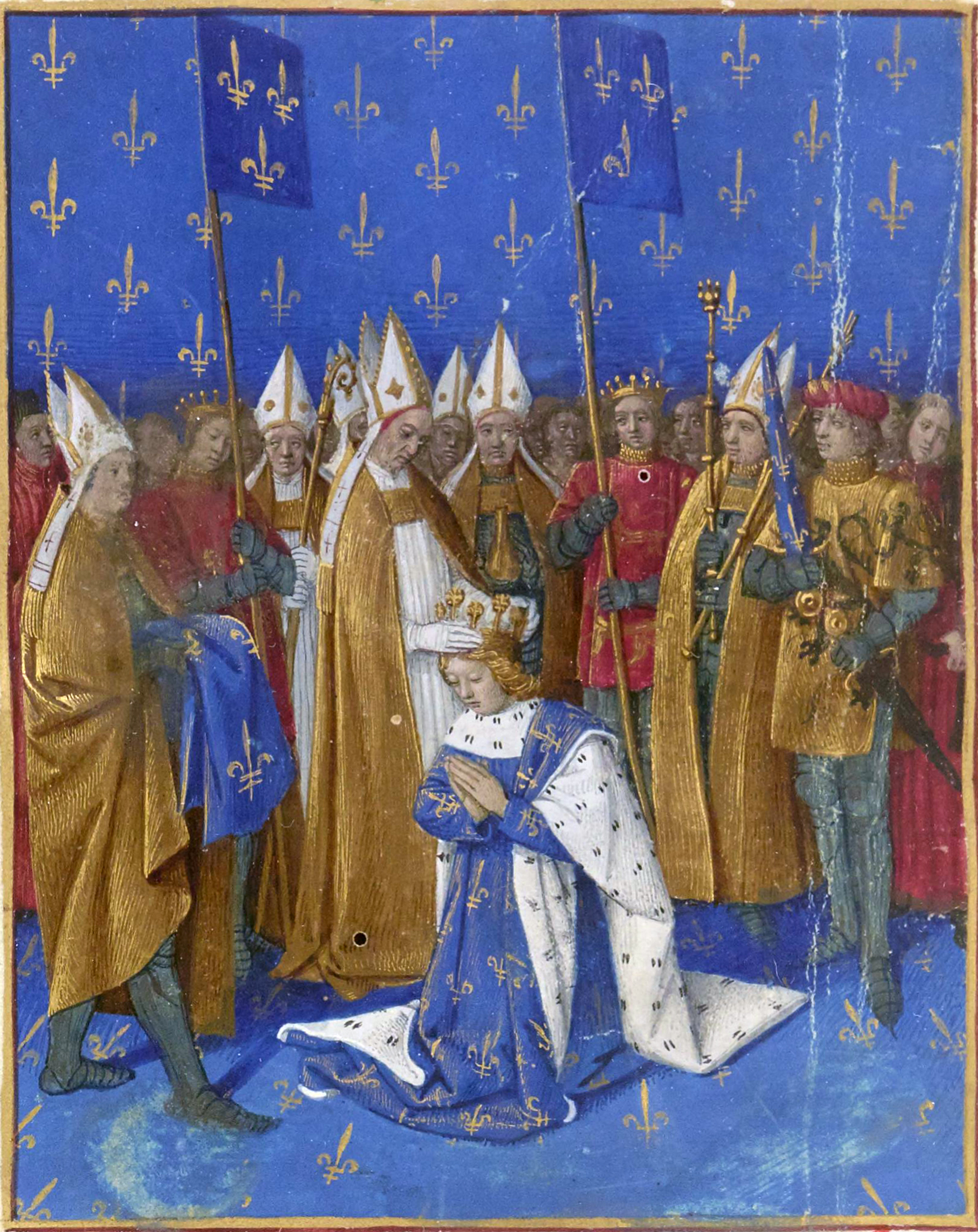
Жан Фуке. «Коронация Карла VI Возлюбленного в Реймском соборе (4 ноября 1380 года)»

Корона́ция или Коронова́ние — формальная процедура, символизирующая принятие монархом власти и её атрибутов (трона, короны, скипетра и тому подобное). 
В другом источнике указано что Коронация или коронование — торжественное, соединённое с церковными обрядами принятие монархом символов принадлежащей ему власти. Коронация не совпадает с моментом начала царствования (смерти или отречения предшественника, избрания). В европейской христианской культуре коронация — религиозная церемония, сопровождаемая обрядом помазания на царство (ветхозаветного происхождения). Таким образом, ритуал носит особый смысл благословения Богом на царство, мистического венчания с государством и тому подобное.

## Церемониал
В Средние века монархи некоторых государств и стран короновались практически немедленно, в пределах дней, или редко недель, после начала царствования. Причиной этому было то, что некоронованный монарх считался во многих средневековых государствах и странах незаконным, безблагодатным; истинный король Франции должен был быть коронован в Реймсском соборе и помазан миром, находившимся в Святой Стекляннице. В Византии коронация императоров-соправителей приурочивалась к Пасхе. В Новое время после смерти предшественника стал объявляться многомесячный или годовой траур, препятствовавший немедленной коронации. Из соображений благоприятных предзнаменований коронацию с этого времени приурочивали к весне или лету.
В христианских государствах и странах, начиная с V века (Византия, а затем западные королевства) возложение короны на голову монарха обычно производил высший церковный иерарх, но многие монархи (почти все российские, Наполеон I, некоторые британские) только брали у иерарха корону и возлагали её на себя сами.
Уже женатый до вступления на престол монарх обычно короновал вместе с собой и жену, в ходе менее детальной и «нагруженной» обрядами церемонии. Монарх, вступающий в брак, после заключения брака короновал жену отдельно. Супруг царствующей королевы обычно не короновался (если сам не провозглашался королём-соправителем).

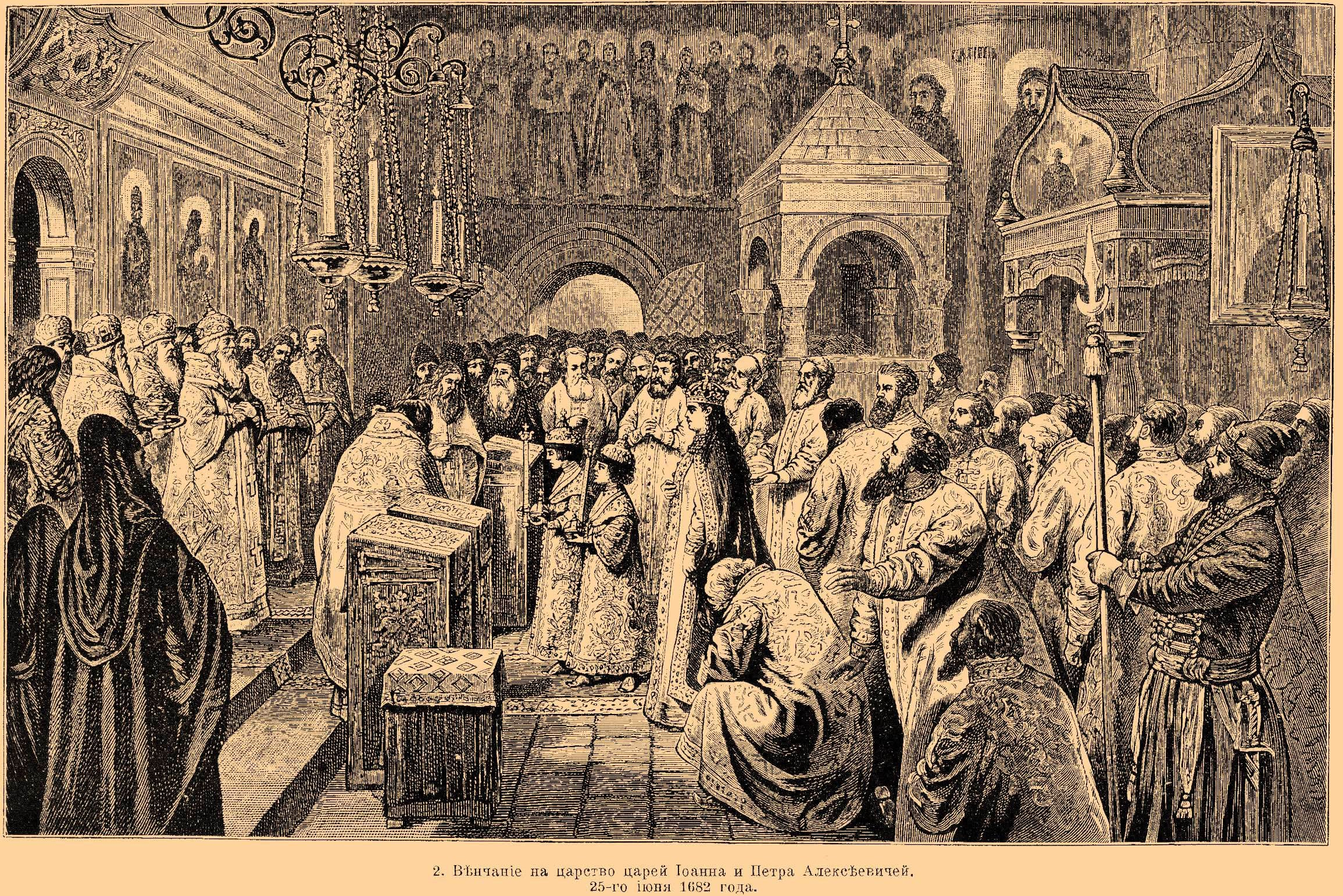
Коронация Ивана V и Петра I, 1682 год.

## Коронации в России
Впервые в России венчание на царство (а не интронизация — «настолование») имело место в 1497 году, когда Иван III венчал своего внука Дмитрия Ивановича как наследника. Впервые как глава государства короновался (и с того времени систематически использовал титул царь) Иван IV Грозный (1547 год). Все коронации происходили в Успенском соборе Московского Кремля и совершались митрополитами Московскими и всея Руси, затем Патриархами, в поздний синодальный период — митрополитами Санкт-Петербургскими.

## Папские коронации
Со Средневековья до 1963 года включительно короновались (специальной короной — тиарой) также римские папы, которые одновременно являлись и монархами (сначала Папской области, затем Ватикана). На коронации Пия XII в 1939 появилось несколько нововведений: она была первой церемонией такого рода, снятой на киноплёнку, и первой, переданной в прямом эфире по радио. Последним коронованным папой римским был Павел VI, при этом он прекратил носить тиару через несколько недель после своего обряда, положив её собственноручно на алтарь собора Святого Петра в качестве жеста смирения.

## В современном мире
В настоящее время коронация как особая церемония в Европе не употребительна нигде, кроме Великобритании (см. статью Коронация британских монархов), и по состоянию на 2023 год Карл III является единственным коронованным монархом Европы. Обряд мессы Святого Духа, аналогичный коронации, также был совершён при восшествии на престол Испании короля Хуана Карлоса I, отрёкшегося 18 июня 2014 года.
Все остальные монархические страны Европы, включая Ватикан, заменили ритуал коронации на краткую или более-менее практическую инаугурацию или интронизацию монарха (сопровождаемую или нет восхождением на трон и специальной церковной службой, но без возложения короны и помазания).
В монархиях Востока и Азии коронацию прошли император Японии Акихито, султан Брунея Хассанал Болкиах, король Бутана Джигме Кхесар Намгьял Вангчук, король Камбоджи Нородом Сиамони, король Лесото Летсие III, король Свазиленда Мсвати III, король Таиланда Рама X  и король Тонга Тупоу VI.